# Muzeul Kosovo
Muzeul Kosovo (în albaneză Muzeu i Kosovës, în sârbă Музеј Косова, cu alfabetul latin: Muzej Kosova) este muzeul național din Kosovo situat în orașul Priștina. Fondat în 1949 de autoritățile iugoslave, este cel mai mare muzeu din Kosovo, situat într-o clădire în stil austro-ungar din 1889, care a servit anterior drept cartier general al înaltului comandament militar.
Muzeul este cea mai veche instituție a patrimoniului cultural din Kosovo, înființat cu scopul de păstrare, restaurare-conservare și prezentare a patrimoniului mobil de pe teritoriu. Se afla într-o facilitate deosebită, atât din punct de vedere arhitectural, dar și datorită amplasării în nucleul vechi al centrului orașului.

## Istorie
Fondat în 1949, Muzeul Kosovo are departamente de arheologie, etnografie și științe naturale, cărora li s-a adăugat în 1959 un departament pentru studiul istoriei și a Luptei de Eliberare Națională. A fost activ în sponsorizarea săpăturilor arheologice, conservare și alte lucrări științifice. Din 1956 a publicat un jurnal anual numit Buletin i Muzeut të Kosovës, cu articole în albaneză (cu rezumate în franceză, engleză sau germană).
Muzeul general constă din trei părți muzeale: Muzeul Kosovo însuși, Complexul de locuințe al lui Emin Gjiku, unde a fost prezentată o expoziție etnologică și Muzeul Independenței. Muzeul este format din patru sectoare, sectorul arheologic, sectorul etnologic, sectorul istoric și sectorul naturalist. Clădirea principală a muzeului este formată din 3 săli sau galerii iar una dintre ele servește ca sală pentru expoziții arheologice permanente, dar diverse exponate sunt prezentate și în curtea interioară a muzeului, precum și în lapidariu, respectiv în Parcul Arheologic, care se află situat lângă clădirea muzeului. În pivnițele muzeului, sunt amplasate depozitele a mii de descoperiri, obiecte și fragmente mobile de material arheologic, care sunt sistematizate și păstrate în condiții speciale cu o atenție și grijă deosebită. În clădirea Muzeului Kosovo, și anume la etajul al treilea, se găsește mediul de lucru al Institutului Arheologic Kosovo, o instituție științifico-profesională și responsabilă cu cercetarea arheologică.

## Muzeul Etnologic

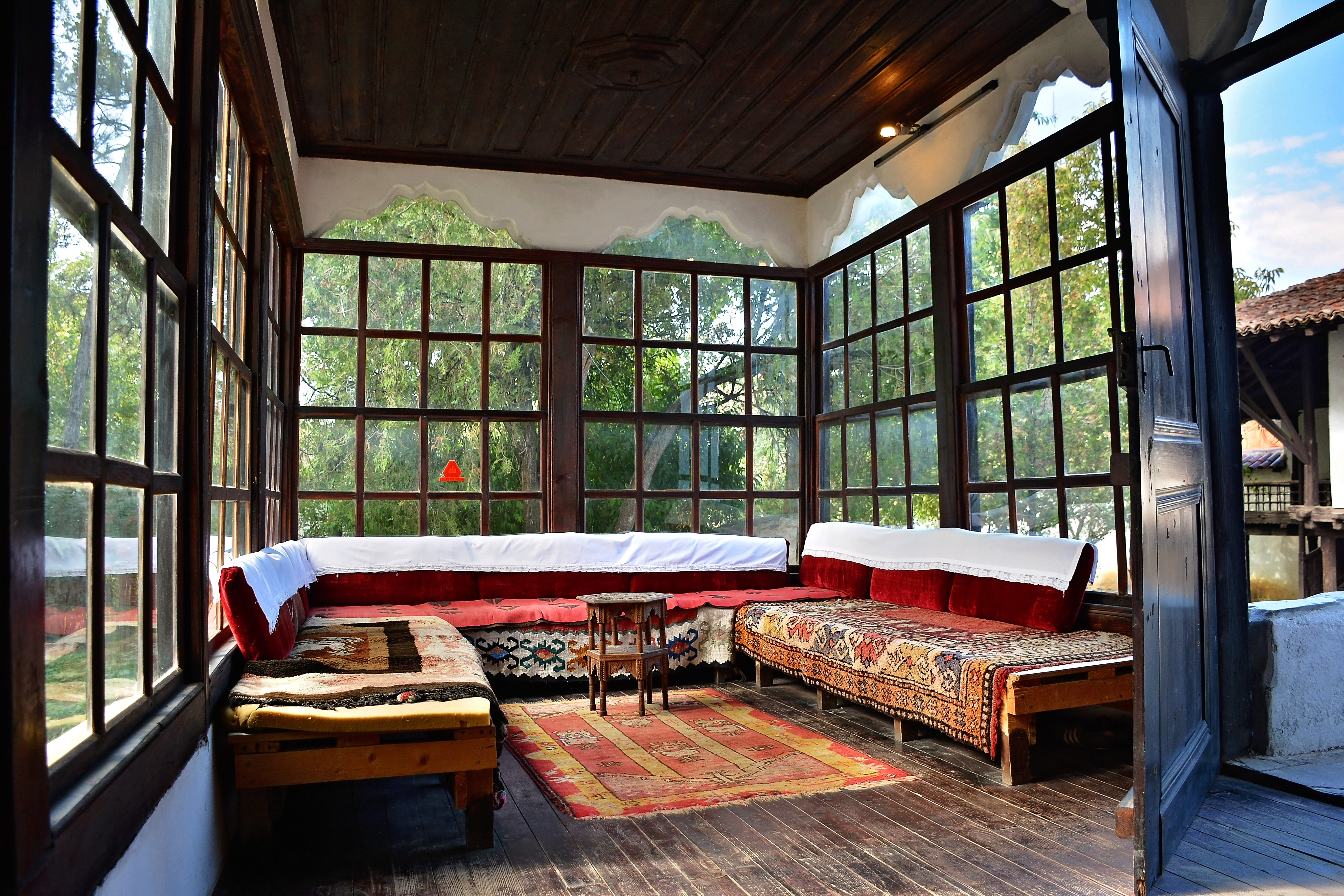
În muzeu sunt expuse unelte și obiecte legate de stilul de viață din perioada Kosovo otomană.

Muzeul Etnologic este parte integrantă a muzeului, situat în vechiul complex de locuințe, format din patru clădiri: dintre care două datează din secolul al XVIII-lea și alte două din secolul al XIX-lea.
Complexul de locuințe a fost construit de familia Gjinolli sau Emin Gjiku, care a migrat apoi în Turcia în anii 1958 – 1959. Ulterior, în acest complex de locuințe a fost deschis Muzeul Naturii. În 2006, în acest complex de locuințe a fost organizată o expoziție etnologică permanentă a muzeului Kosovo. Conceptul de muzeu etnologic se bazează pe 4 subiecte care prezintă ciclul vieții începând de la nașterea, viața, moartea și moștenirea spirituală a albanezilor din Kosovo în perioada otomană.
Casa de piatră sau sinagoga este, de asemenea, o parte a muzeului care în anii 1950 a fost transferată din zona veche a orașului Priștina în acest complex de locuințe. Astăzi servește ca centru de artă contemporană.

## Parcul Arheologic
Parcul Arheologic, Muzeul Lapidariu din Kosovo, a fost proiectat pentru a deveni o parte suplimentară a unei expoziții în aer liber a patrimoniului arheologic din Kosovo. Sunt prezentate fragmente arhitecturale, inscripții epigrafice, altare sau pietre funerare, cu scene mitologice, procesiuni funerare, prezentare de imagini despre lumea spirituală și materială din perioada antica a Dardaniei.
Muzeul Parcului Arheologic din Kosovo a fost proiectat pentru a servi ca lapidarium, care este un loc prestabilit pentru expunerea monumentelor din piatră și a fragmentelor arhitecturale de natură arheologică. Parcul este destinat să servească ca loc memorial al antichității și al nivelului civilizațiilor din cele mai vechi timpuri și, de asemenea, pentru organizarea de evenimente culturale și educaționale pentru copii și tineri.

## Galerie

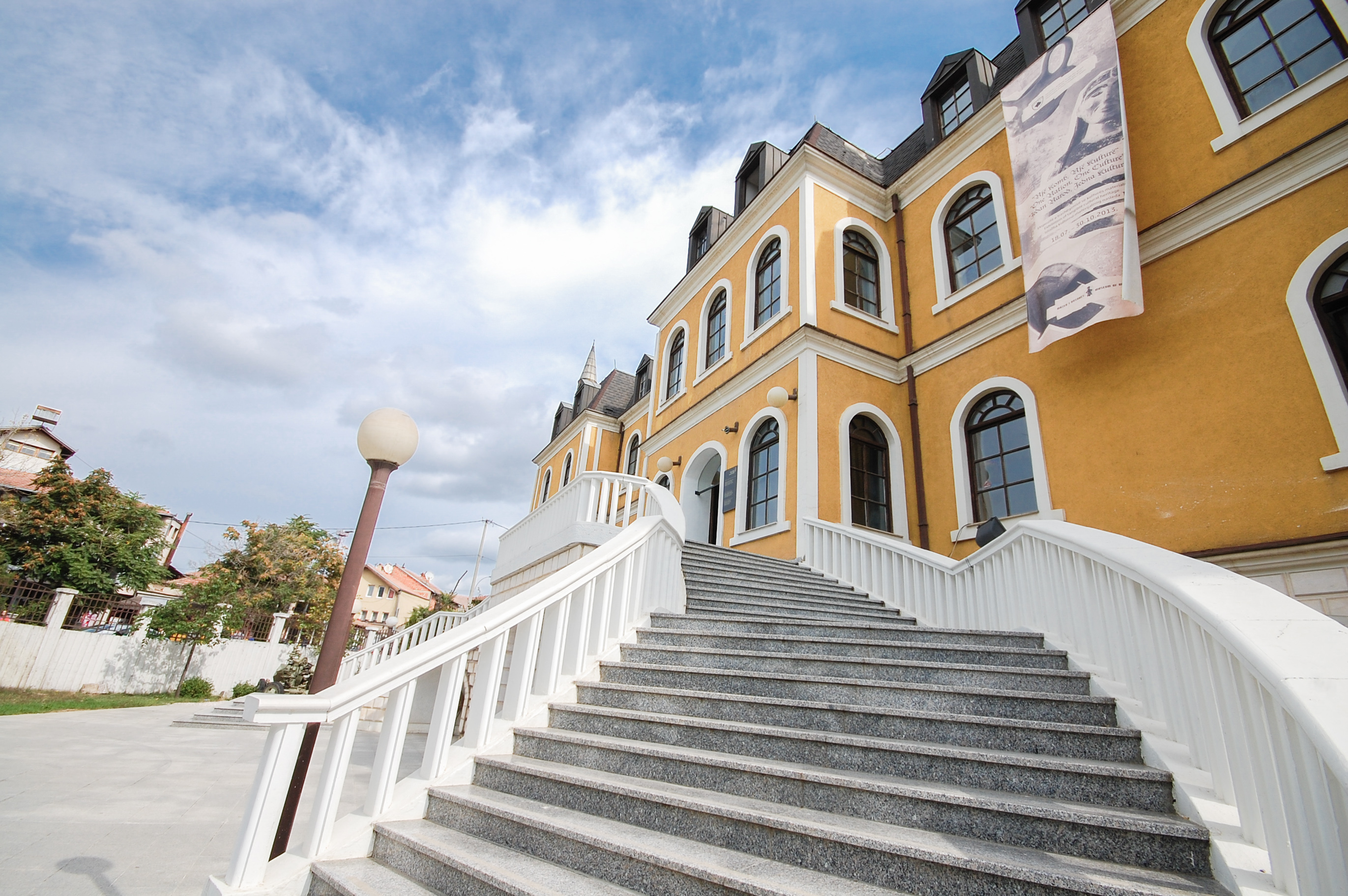
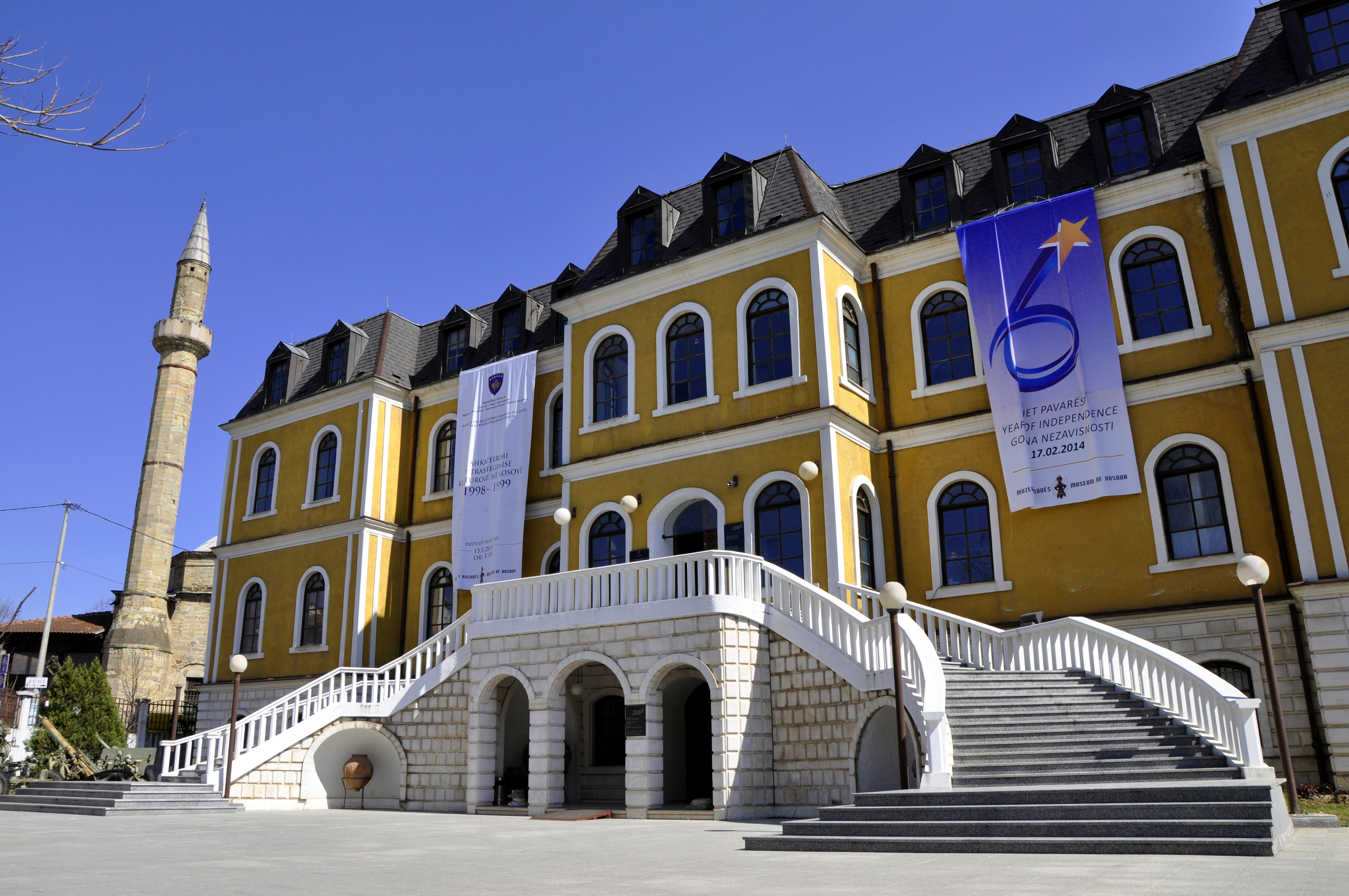
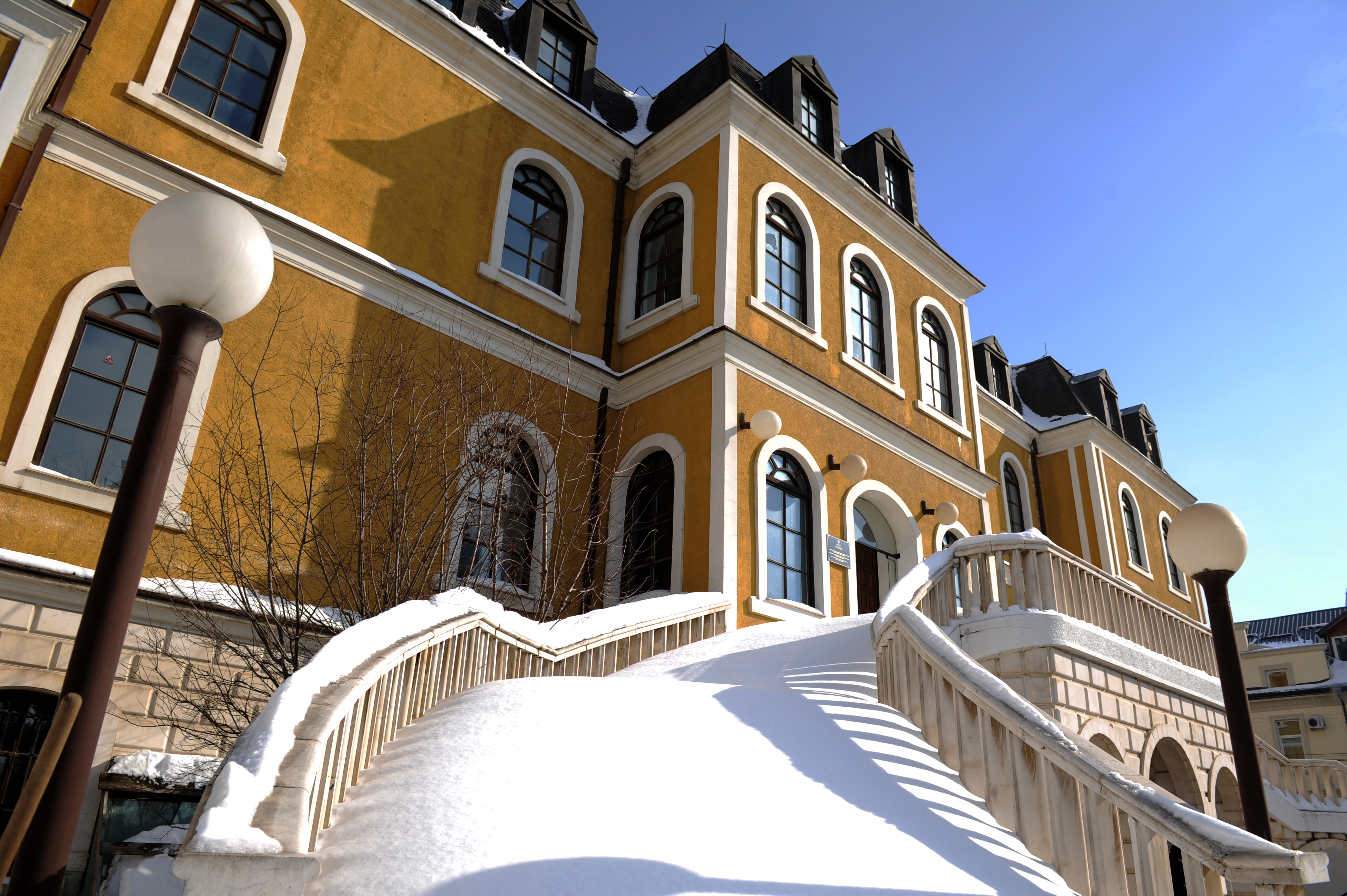
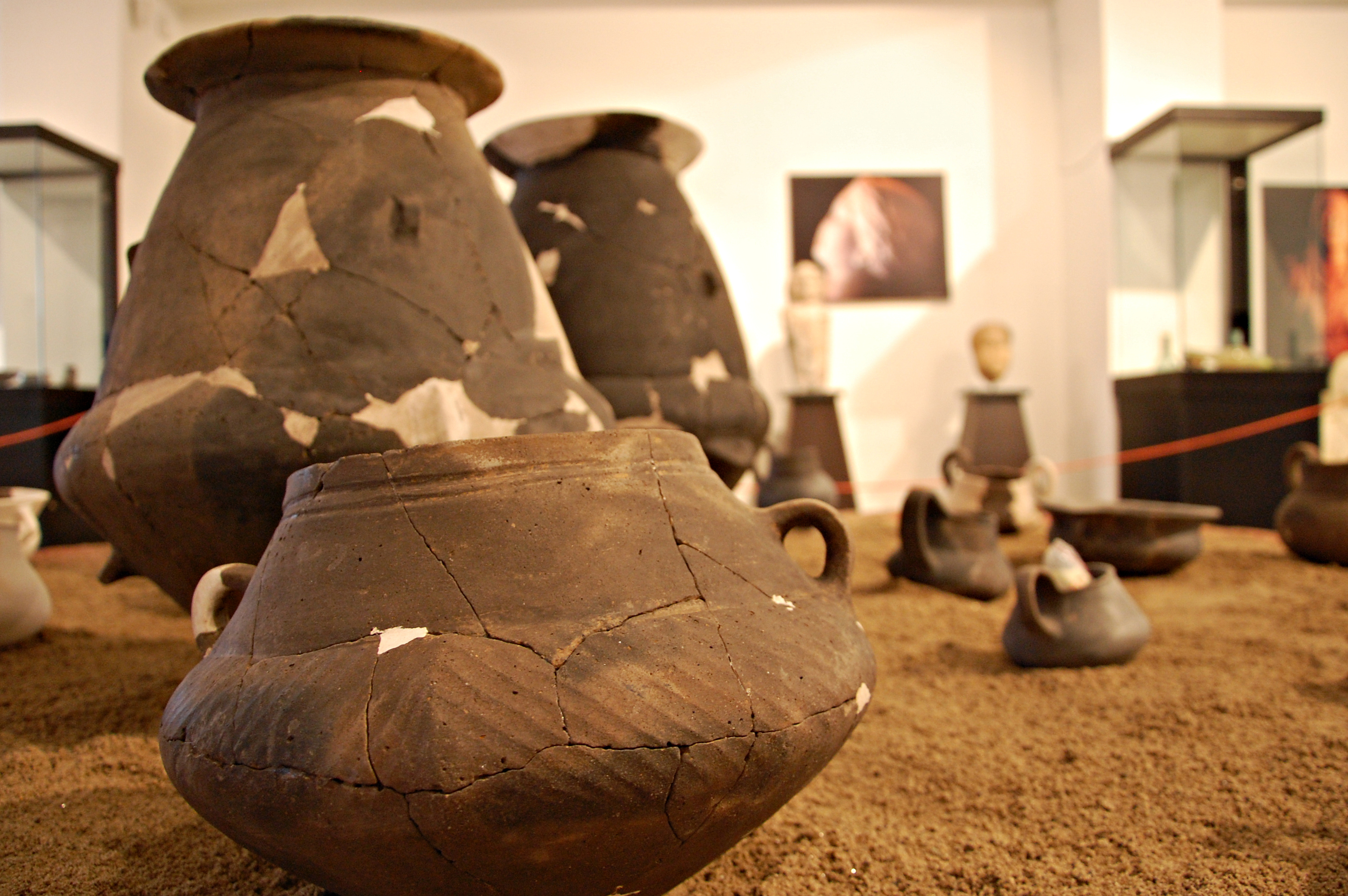
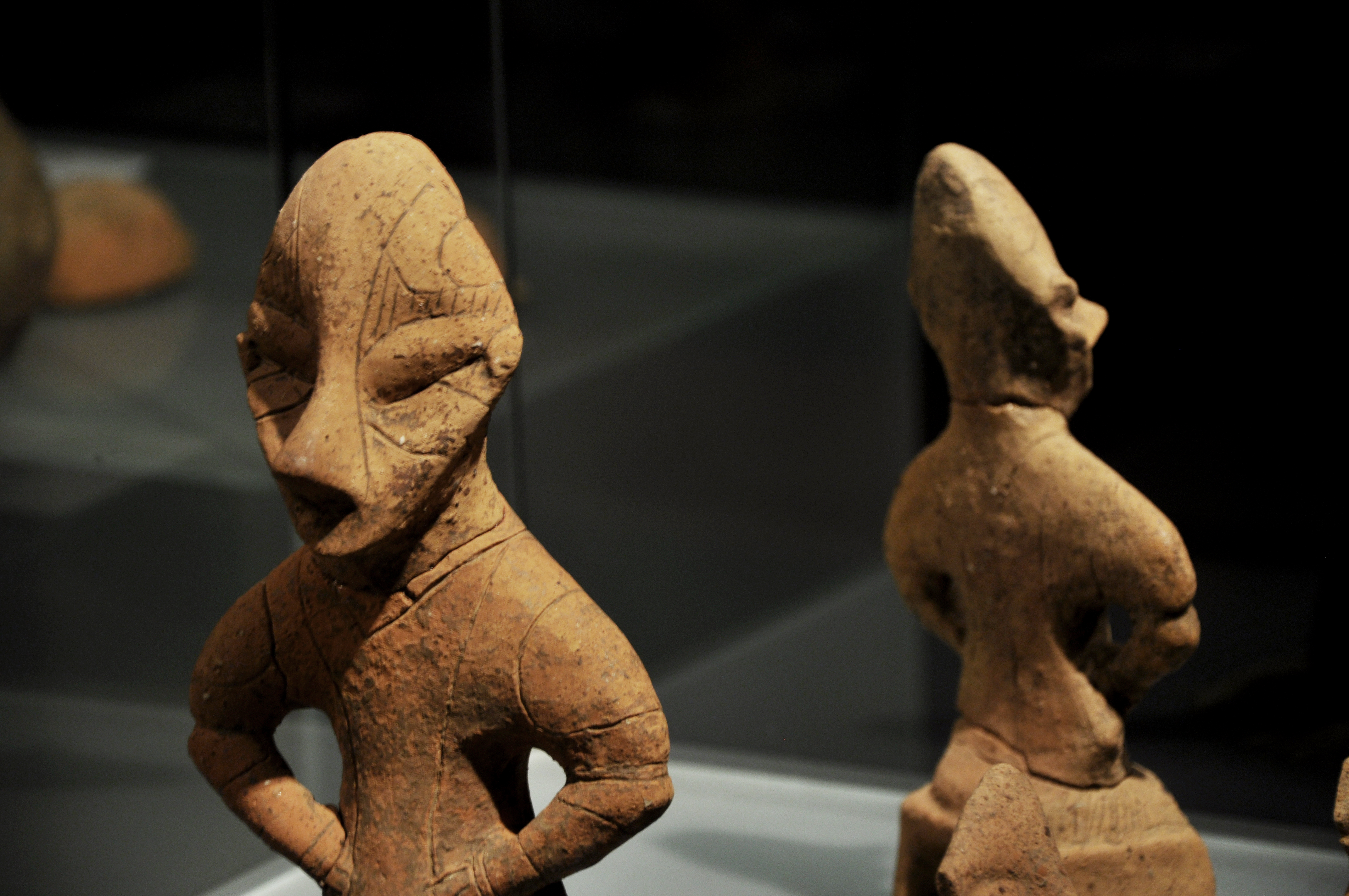
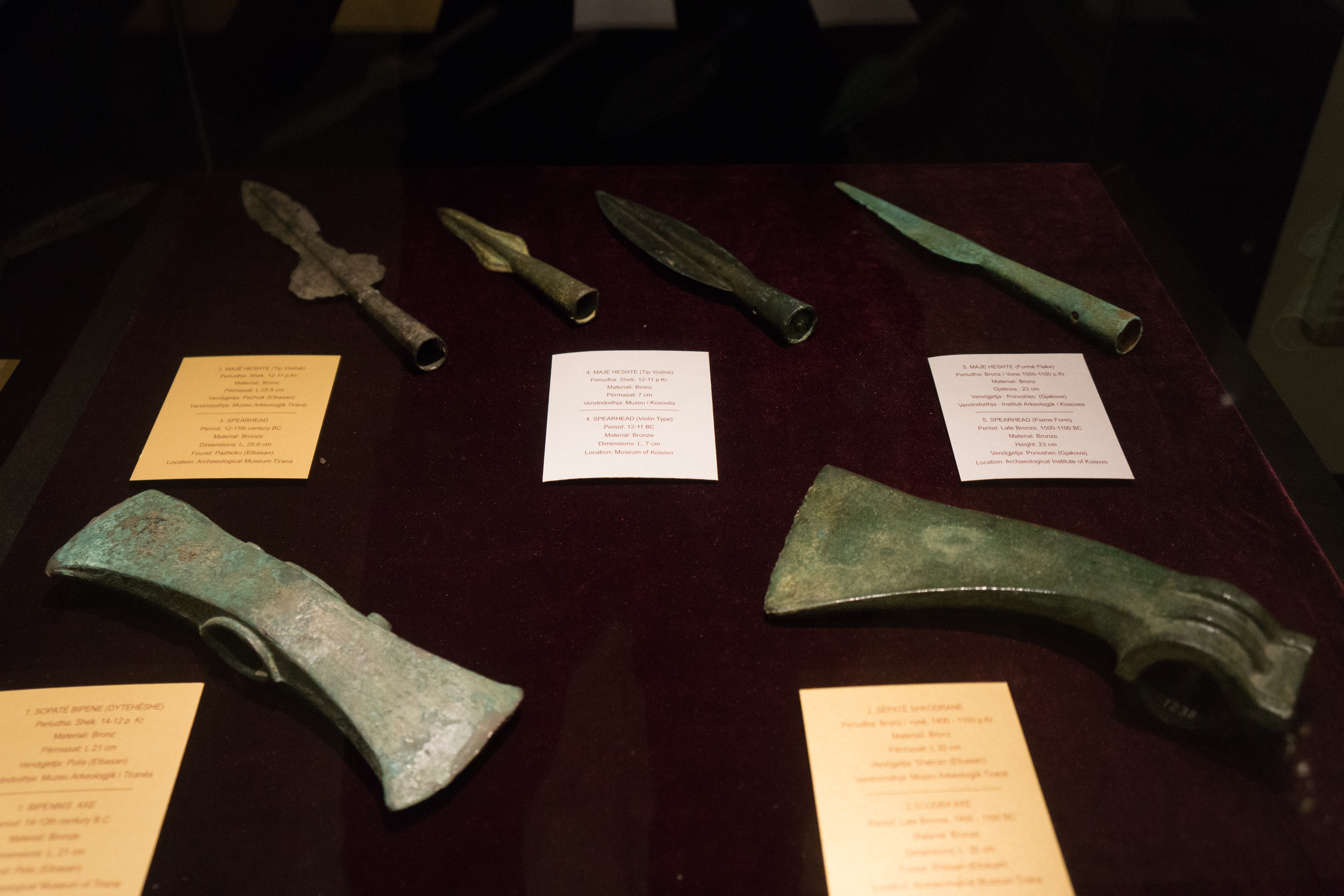
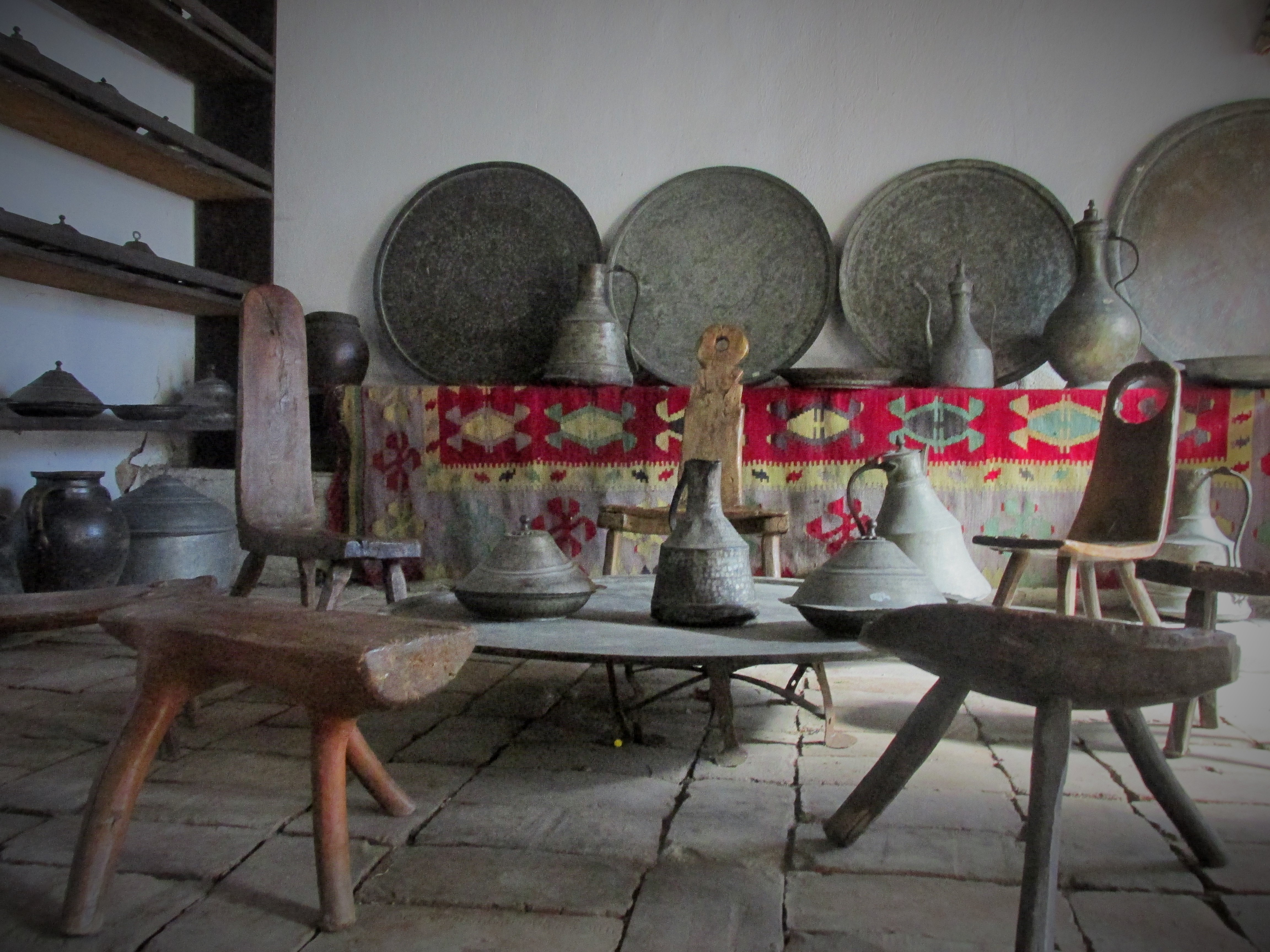